# Altefeld
L'Altefeld, noto anche come Altfell e nel suo corso superiore come Schwarzer Fluss (fiume nero) e Schwarzbach (Ruscello nero), è un fiume tedesco, lungo 30 km, che scorre nel Land dell'Assia; è un affluente del fiume Schlitz, che concorre a formare con la Lauter.

## Corso
Dopo aver lasciato la zona boscosa ove origina, si dirige ad ovest attraverso Hochwaldhausen e quindi Ilbeshausen, che con il nome di Ilbeshausen-Hochwaldhausen, costituiscono una delle 15 frazioni di Grebenhain. Dopo Ilbeshausen l'Altefeld riceve alla sua sinistra orografica le acque dell'affluente Haselbach. Attraversa quindi Altenschlirf e Schlechtenwegen , frazioni del comune di Herbstein e nella frazione di Stockhausen ruceve le acque dell'Alte Hasel. Passa quindi per Müs, una frazione di Großenlüder. Dopo aver ricevuto dalla sinistra le acque del Mühlenbach, si dirige a nord verso Bad Salzschlirf, dove si unisce alla Lauter per formare lo fiume Schlitz; le sue acque, tredici chilometri dopo, confluiranno, con il nome di Schlitz, nella Fulda.

## Affluenti
- Mühlenbach
- Alte Hasel
- Prinzenbach
- Haselbach